# Holbæk Stadion
Holbæk Stadion er et nyt stadion i Holbæk og er en del af Holbæk Sportsby, som blev indviet 21. juni 2019. Sportsbyen ligger omgivet af marker sydvest for selve Holbæk by.
Det nye fodboldstadion har en kapacitet på 4.000 inkl. 300 siddepladser og er hjemmebane for Holbæk Bold- og Idrætsforening (HB&I).

## Det gamle stadion
Det gamle Holbæk Stadion i centrum af Holbæk, samt tribunen, blev bygget i 1948 og stadionanlægget indviet den 13. juni 1948 med flere sportsarrangementer, herunder håndbold og atletik samt en fodboldkamp mod Malmö BI (Malmö boll- och idrottsförening).
Tilskuerrekorden til en fodboldkamp på Holbæk Stadion blev sat i 1975, med 10.500 tilskuere til en topkamp om DM mod Køge BK.
Tidligere var det dog lykkedes den 29. juli 1951 at få plads til hele 14.000 tilskuere til en speedway-landskamp mellem Danmark og Tyskland, der blev afviklet på den daværende cindersbane rundt om fodboldbanen.